# Radio Aswat
Radio Aswat est une station de radio arabophone généraliste marocaine, autorisée en 2006 par la HACA. Elle a diffusé ses premières émissions le 13 février 2007. 
Radio Aswat accompagne les marocains dans leur quotidien en leur proposant des émissions de services, divertissement, éducation et information. 
Elle fait partie du Top 3 des radios généralistes au Maroc avec près de 2,5 millions d'auditeurs.  
La station est propriété de la société « La Marocaine de Radio et de Broadcast ».

## Fréquences
- Agadir : 100.4
- Casablanca - Nador : 104.3
- El jadida : 95.1
- El hoceima : 97.7
- Essaouira : 92.8
- Ifrane : 103,6
- Marrakech - El Youssoufia: 100.6
- Fès : 103.9
- Meknès - Khemisset : 99.9
- Ifrane: 103.6
- Oujda - Berkane - Saidia : 102.0
- Rabat : 95.7
- Beni Mellal - Kasbat Tadla : 94.0
- Settat  : 103.8
- Tanger - Assila : 102.3
- Tétouan - Martil - Chefchaouen : 105.9
- Dakhla : 89.7
- Errachidia : 102.5
- Figuig : 101.9
- Guelmim : 91.9
- Khenifra : 102.4
- Khouribga : 106.6
- Ouarzazate - Kalaat Megouna : 91.2
- Laayoune : 104.6
- Kénitra : 105.8 / 99.3
- Bouarfa : 89.1
- El Gharb - Larache : 99.3
- Zagora : 104.7
- Tiznit : 90.6
- Taza: 95.8
- Tata : 104.9
- Taounate - Taourirt : 91.5
- Tan tan : 103.4
- Taroudant : 101.3
- Midelt : 92.7
- Mhamid : 96.5
- Tarfaya : 95.9
- Missour : 87.7
- Targuist : 96.2
- Smara : 93.5